# 한줌의 시간속에서
"한줌의 시간속에서"는 1994년에 개봉한 대한민국의 영화이다.

## 캐스팅
- 전무송 : 이명오 교수 역
- 이미경 : 무녀 역
- 양금석 : 어머니 역
- 상일환 : 아버지 역
- 탁정은 : 누나 역
- 김규민 : 어린명오 역
- 이가영 : 영애 역
- 최성관 : 면장 역
- 손전 : 화주 1 역
- 백송 : 화주 2 역
- 박민호 : 하인 역
- 추석양 : 문둥이들 역
- 김애라 : 문둥이들 역
- 한국남 : 문둥이들 역
- 김세동 : 문둥이들 역
- 김성호 : 문둥이들 역
- 전국향 : 문둥이들 역
- 하호이 : 문둥이들 역
- 권오철 : 문둥이들 역
- 이지은 : 문둥이들 역
- 이안나 : 일본여인 역
- 김명곤 : 일본 사내들 역
- 손병호 : 일본 사내들 역
- 이상훈 : 일본 사내들 역
- 황우연 : 면사무소직원 역